# Ambuíla
Ambuíla es un municipio de la provincia de Uíge en Angola. En julio de 2018 tenía una población estimada de 20 304 habitantes.
Se encuentra ubicado al norte del país, cerca del río Lucala —afluente del río Cuanza—, de las Cataratas de Kalandula y de la frontera con República Democrática del Congo.